# Todesfall Rudolf Rupp
Der Todesfall Rudolf Rupp ereignete sich im Oktober 2001 in Oberbayern. Er gilt als einer der bizarrsten Fälle in der jüngeren deutschen Kriminalgeschichte.

## Chronologie
Der Landwirt Rudolf „Rudi“ Rupp, geboren 1949, verschwand am 13. Oktober 2001 spurlos nach einem Wirtshausbesuch, bei dem er sich betrunken hatte.
Am 13. Mai 2005 verurteilte das Schwurgericht am Landgericht Ingolstadt Rupps Ehefrau und den Ex-Freund einer der Töchter, Matthias E., wegen Totschlags zu je achteinhalb Jahren Haft. Die Angeklagten hatten gestanden, Rupp in seinem Haus in Heinrichsheim (Stadt Neuburg an der Donau, Landkreis Neuburg-Schrobenhausen) erschlagen, zerstückelt und an die auf dem Hof lebenden Hunde verfüttert zu haben. Diese Geständnisse hatten sie allerdings noch vor Prozessbeginn widerrufen. Die beiden zum Zeitpunkt von Rupps Verschwinden 15 und 16 Jahre alten Töchter wurden zu zweieinhalb bzw. dreieinhalb Jahren Jugendstrafe wegen Beihilfe durch Unterlassen verurteilt.
Laut dem Urteil des Schwurgerichts lauerte Matthias E. dem aus dem Wirtshaus nach Hause zurückkehrenden Rupp im Treppenhaus auf und schlug ihm hinterrücks mit einem Vierkantholz ins Genick. Rupps Ehefrau und seine beiden Töchter hätten den jungen Mann dabei angefeuert und das wehrlose Opfer mit obszönen Schimpfwörtern bepöbelt. Auch Rupps Ehefrau soll nach Ansicht von Staatsanwaltschaft und Gericht ihrem Ehemann mit der Latte auf den Kopf geschlagen, die Töchter sollen auf ihren am Boden liegenden Vater eingetreten haben. Im Keller schlugen Matthias E. und seine Verlobte angeblich dem noch lebenden Rupp mit einem Hammer die Schläfe ein. Am nächsten Morgen zerlegten sie laut Urteil den toten Bauern mit einem Messer, einer Säge und einer Axt. Matthias E. hatte in seinem Geständnis geschildert, wie er Arme und Beine des Bauern abtrennte, den Leib aufschnitt, die Organe entnahm, das Blut mit einem Margarinebecher in einen Eimer abschöpfte und die Leichenteile an die auf dem Hof lebenden Dobermänner, den Bullterrier und den Schäferhund verfütterte. Das Urteil stützte sich bei diesen Feststellungen ausschließlich auf die (widerrufenen) Geständnisse der Angeklagten; trotz intensiver Bemühungen der Ermittlungsbehörden waren keine forensischen Beweise für dieses Tatgeschehen gefunden worden.
Im Februar 2009 wurden oberhalb der Staustufe Bergheim zwei Autos in der Donau geortet und am 10. März 2009 geborgen. Eines der Fahrzeuge war der verschwundene Mercedes 230 E von Rupp, seine sterblichen Überreste befanden sich auf dem Fahrersitz. Die Leiche war durch Fischfraß teilweise skelettiert, ansonsten aber vollständig und wies keine Verletzungen auf, die auf ein Tötungsdelikt hindeuten würden. Dass der Tote erschlagen worden war, konnte ausgeschlossen werden.
Obwohl dadurch erwiesen war, dass wesentliche Teile der vom Schwurgericht in seinem Urteil getroffenen Feststellungen nicht stimmen konnten, lehnte die Justiz ein Wiederaufnahmeverfahren zunächst ab. Am 9. März 2010 gab das Oberlandesgericht München schließlich doch den Wiederaufnahmeanträgen der Verteidigung statt.
Am 25. Februar 2011 (alle Verurteilten waren mittlerweile nach Verbüßung von zwei Dritteln ihrer Freiheitsstrafen aus der Haft entlassen worden) sprach eine Kammer des Landgerichts Landshut die Angeklagten frei. Das Gericht zeigte sich trotz des Fehlens einer plausiblen Tathypothese aber weiter davon überzeugt, dass einer oder mehrere der Angeklagten den als Tyrann geltenden Landwirt getötet hatten, und schloss einen Unfall oder Suizid aus. Es lasse sich lediglich nicht feststellen, wer für den Tod verantwortlich sei.
Wie die detaillierten falschen Geständnisse vor dem ersten Prozess zustande gekommen waren, wurde juristisch nicht aufgearbeitet. Die Polizei veröffentlichte Videos, die zeigen, wie Ermittler die angebliche Tat mit den Beschuldigten auf deren Hof nachstellten. Obwohl sich die Aussagen massiv widersprachen und teilweise geradezu gegenseitig ausschlossen, weckte dies offenbar keine Zweifel. Das urteilende Gericht nahm vielmehr zulasten der Angeklagten alle einzelnen Aussagen als wahr an und verknüpfte sie zu einem durchgängigen Tatgeschehen. Henning Ernst Müller, Professor für Strafrecht an der Universität Regensburg, sprach nach der Analyse der Videoaufzeichnung der Tatrekonstruktion von „inquisitorischen und suggestiven Fragen. So kann man doch niemanden vernehmen.“ Trotzdem wurden den letztlich Freigesprochenen vom Landgericht Landshut die Haftentschädigungen mit der Begründung verweigert oder gekürzt, sie seien wegen ihrer falschen Aussagen selbst schuld an der Verurteilung. Die ungeklärten Umstände des Zustandekommens der Geständnisse spielten dabei dem Gericht zufolge genauso wenig eine Rolle wie der Umstand, dass die Geständnisse noch vor dem Prozess widerrufen worden waren. Beim Oberlandesgericht München und beim Bundesverfassungsgericht hiergegen eingereichte Beschwerden blieben erfolglos. 2015 wurde eine Beschwerde gegen die Verweigerung der Haftentschädigung vom Europäischen Gerichtshof für Menschenrechte als unzulässig verworfen.
Der Fall löste ein entsprechendes Medienecho aus. Im März 2012 sprachen Spiegel online und das Fernsehmagazin Spiegel TV von einem Justizskandal und erhoben Anschuldigungen gegen die Justiz. Die Geständnisse der beschuldigten Angehörigen seien unter Druck zustande gekommen. Ein Beitrag der Frontal 21-Sendung (ZDF) am 30. Juli 2013 zog Parallelen zum Justizirrtum um Horst Arnold und zur Causa Gustl Mollath, die ebenfalls als Justizskandale gelten.

## Strafverfolgung des Schrotthändlers Ludwig H.
Dem in der Nähe von Neuburg an der Donau ansässigen Schrotthändler Ludwig H. war von der Kriminalpolizei die Beseitigung von Rupps verschwundenem Mercedes vorgeworfen worden. H. saß deswegen 2004 fünf Monate unschuldig in Untersuchungshaft.
Die Verhörmethoden der Polizei bei H. waren Jahre später Gegenstand eines gegen ihn geführten Strafprozesses. Im Wiederaufnahmeverfahren gegen die vier verurteilten Personen im Fall Rupp hatte H. 2010 als Zeuge vor dem Landgericht Landshut geschildert, wie er seinerzeit (2004) von einem Beamten der Ingolstädter Kriminalpolizei bedrängt worden war, seine Beteiligung an der Tat zu gestehen. Der Vernehmungsbeamte habe ihm damals seine Dienstpistole mit den Worten „Wir können auch anders, es geht um Mord, da dürfen wir alles“ an die Schläfe gehalten, als H. sich geweigert hatte, das Vernehmungsprotokoll zu unterschreiben. Die Staatsanwaltschaft Landshut klagte H. daraufhin 2012 vor dem Amtsgericht Landshut wegen falscher Verdächtigung an, ohne die Vorwürfe von H. überhaupt geprüft zu haben. In seinem Plädoyer in der Hauptverhandlung bezeichnete Hubert K., der Sitzungsvertreter der Staatsanwaltschaft, den Angeklagten H. als „Abschaum der Menschheit“ und forderte eine Haftstrafe von 20 Monaten ohne Bewährung.
H. wurde freigesprochen, da der Richter den Einlassungen der Polizeibeamten keinen Glauben schenkte; stattdessen kritisierte er sowohl die Ingolstädter Strafverfolger als auch die Staatsanwaltschaften Ingolstadt und Landshut mit deutlichen Worten. Er erklärte u. a., begründete Zweifel daran zu haben, dass der Angeklagte den Polizisten zu Unrecht beschuldigt habe. Des Weiteren warf der Richter dem Oberstaatsanwalt verschiedene rechts- und pflichtwidrige Handlungen im Zusammenhang mit der Vernehmung des Schrotthändlers vor und rügte auch den Sitzungsvertreter der Staatsanwaltschaft für seine Formulierung „Abschaum der Menschheit“. Das Verfahren sorgte für erhebliche öffentliche Aufmerksamkeit.